# Momi-Tanne
Die Momi-Tanne (Abies firma) ist eine Pflanzenart aus der Gattung der Tannen (Abies) und der Familie der Kieferngewächse (Pinaceae). Sie kommt nur in Japan vor. 

## Beschreibung

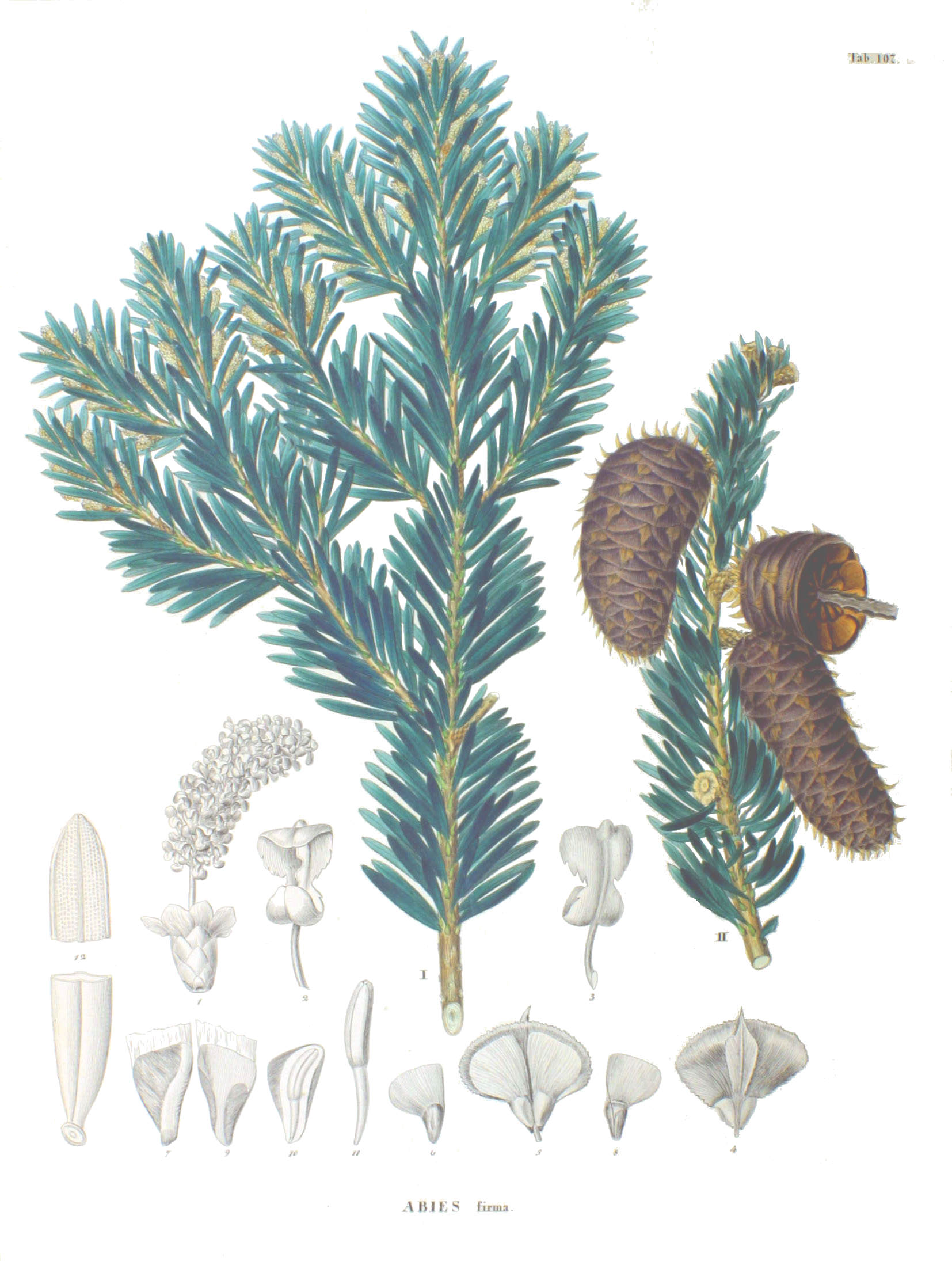
Illustration der Momi-Tanne

Die Momi-Tanne ist ein immergrüner Baum, der Wuchshöhen von bis zu 50 Meter und Brusthöhendurchmesser von bis zu 2 Metern erreichen kann. Vom geraden Stamm gehen die langen Zweige waagerecht oder aufsteigend ab. Bei jungen Bäumen ist die Krone breit pyramidenförmig bis kuppelförmig. Im Alter flacht sie mehr ab. Die glatte Borke ist gräulich gefärbt und weist in der Jugend meist Harzblasen auf. Im Alter wird die Borke dunkler und reißt auf. Die Rinde der Zweige ist gelblich-grün bis graubraun. Sie kann sowohl mit feinen schwarzen Haaren bedeckt als auch komplett haarlos sein.
Die graubraunen Knospen werden rund 10 Millimeter lang und 5 Millimeter dick. Sie sind oval bis konisch geformt und leicht harzig. Junge Nadeln sind zweigeteilt und weisen eine stechende Spitze auf. Man findet sie vor allem in Stammnähe von Altbäumen. Ältere Nadeln sind an der Basis verdreht und besitzen eine stumpfe oder eingekerbte Spitze. Die Nadeloberseite ist gerillt, während die Unterseite gekielt ist. Die Färbung ist an der Nadeloberseite dunkelgrün, während die Nadelunterseite eine blaugrün-gelbliche Färbung aufweist. Die Nadeln stehen meist kammförmig an den Zweigen angeordnet. An der Nadelunterseite findet man 12 bis 13 Stomatareihen.
Die Blütezeit erstreckt sich von April bis Mai. Die zylindrischen, männlichen Blütenzapfen sind gelblich gefärbt und werden rund 2,5 bis 3 Zentimeter groß. Man findet sie einzeln hängend an den Blattachseln. Die grün bis gelb gefärbten weiblichen Blütenzapfen sind breitoval bis konisch geformt und an der Spitze abgerundet. Die Zapfen reifen im Oktober. Reife Zapfen sind gelblich-braun gefärbt und werden 8 bis 15 Zentimeter lang und 3 bis 5 Zentimeter dick. Die hellbraunen Samen sind 6 bis 8 Millimeter lang und besitzen einen 10 bis 15 Millimeter langen, braunen, Flügel.
Die Chromosomenzahl beträgt 2n = 24.

## Verbreitung und Standort
Das ursprüngliche Verbreitungsgebiet der Momi-Tanne umfasst die japanischen Inseln Honshū, Shikoku, Kyushu sowie Yakushima. Die Baumart wächst in Höhenlagen von 50 bis 1900 Metern. Die jährliche Niederschlagsmenge beträgt über 1000 mm.
Reinbestände werden nur sehr selten gebildet und wachsen dann meist auf trockenen Standorten. Mischbestände werden vor allem mit anderen Koniferenarten wie der Nikko-Tanne (Abies homolepis), der Hinoki-Scheinzypresse (Chamaecyparis obtusa), der Sicheltanne (Cryptomeria japonica), der Japanischen Rotkiefer (Pinus densiflora), der Mädchen-Kiefer (Pinus parviflora), der Japanischen Douglasie (Pseudotsuga japonica), der Schirmtanne (Sciadopitys verticillata), der Japanischen Nusseibe (Torreya nucifera) und der Südlichen japanischen Hemlocktanne (Tsuga sieboldii) aber auch mit Laubbäumen wie Carpinus laxifolia, der Japanischen Kastanie (Castanea crenata), der Kerb-Buche (Fagus crenata), der Japanischen Buche (Fagus japonica) sowie verschiedenen Eichenarten (Quercus) gebildet.

## Nutzung
Das Holz findet als Konstruktionsholz sowie zur Herstellung von Särgen Verwendung. Außerhalb Japans wird die Art häufig als Garten- und Parkbaum gepflanzt.

## Systematik
Die Momi-Tanne wird innerhalb der Gattung der Tannen (Abies) der Sektion Momi und der Untersektion Firmae zugeordnet. Die Erstbeschreibung als Abies firma erfolgte 1848 durch die beiden deutschen Botaniker Philipp Franz von Siebold und Joseph Gerhard Zuccarini.

## Gefährdung und Schutz
Die Art wird in der Roten Liste der IUCN als „nicht gefährdet“ geführt. Es wird jedoch darauf hingewiesen das eine neuerliche Überprüfung der Gefährdung nötig ist.